# Еникале
Еникале́, Йеникале (на руски: Еникале; на украински: Єнікале; на кримскотатарски: Yeñi Qale, Енъи Къале) е крепост в град Керч, Крим, край Керченския пролив.
Построена е от османците в началото на ХVІІІ век. Името на турски език означава „Нова крепост“ (yeni – нов, kale – крепост).

## История
Крепостта е построена в периода от 1699 до 1706 г. Строителството и е ръководено от приелия ислям италианец Голопо. В градежа и са взели участие и няколко френски инженери.
Еникале имала стратегическо местоположение за Османската империя. Разположена е в най-тясната част на пролива и е била въоръжена с мощни артилерийски оръдия, които възпрепятствали преминаването на руски кораби между Азовско и Черно море.
Еникале заема площ от около 2,5 хектара. Планът на крепостта представлява неправилен петоъгълник и следва околните дадености на релефа. Разположена е на няколко нива. В петте и ъгъла са изградени полубастиони, които са били способни да издържат обсада и мощен артилерийски огън. Някои от тях били издадени напред далеч от крепостната стена. По този начин се създава възможност за по-голяма отбранителна линия на крепостта и създаване на възможност за флангов обстрел на позиции заплашващи крепостната стена. Допълнителна защита са ров обкръжаващ крепостта от три страни. с изключение на тези обърнати към морето.
На територията на Еникале били изградени два склада за барут и арсенала, спални помещения, воден резервоар, баня, джамия. Гарнизонът на крепостта бил представен от около 800 османски и 300 кримскотатарски война. Еникале е служила за резиденция на турския паша.
Сериозен проблем за Еникале се явявала липсата на достатъчно питейна вода. Единственият кладенец в крепостта бил с недостатъчен дебит и не би могъл да обезпечи нуждите на жителите в Еникале. Поради тази причина прясна вода се доставяла посредством подземен керамичен тръбопровод с дължина от няколко километра. Източникът се намирал в землището на съвременното село Глазовка (Бакси)).

## В Руската империя
В лятото на 1771 г. в хода на Руско-турската война (1768 – 1774) руската армия влиза в Крим и на 21 юни без бой крепостта е превзета от части на Втора армия на генерал-майор Борзов. Турската армия заедно със своя началник Абаз паша няколко дни преди превземането напуска крепостта и отплава в Черно море.
През 1774 г. съгласно Кючуккайнарджийския мирен договор Керч и Еникале са предадени на Русия и образували съвместно административно селище в Таврическа губерния.
В началото на 19 век Еникале загубила военното си значение и през 1835 г. тук и настанена военна болница, съществувала до 1880 г. След това крепостта била напълно изоставена.

## Съвременно състояние
Днес Еникале е една от забележителностите в Керч. Тя е паметник на архитектурата.
Независимо че през втората половина на 20 век са извършени реставрационни работи крепостта и днес е в руини. Най-добре е запазена портата и фрагменти от крепостната страна в крайбрежната част.
Непосредствено до Еникале преминава и единична железопътна линия от Керч към фериботния терминал. Вибрацията, която се причинява от железопътните товари допълнително уврежда паметника. След построяването на Моста над Керченския пролив железопътната линия ще промени своето трасе, а с това остава и надеждата за опазване на паметника.